# Кошаркашка репрезентација Јерменије
Кошаркашка репрезентација Јерменије представља Јерменију на међународним кошаркашким такмичењима.
Јерменија је до 1991. године била у саставу Совејтског Савеза, па су јерменски кошаркаши у том периоду наступали за репрезентацију Советског Савеза.

## Учешћа на међународним такмичењима

### Олимпијске игре
Није учествовала

### Светска првенства
Није учествовала

### Европска првенства
Није учествовала